# Il racconto dell'allodiere
Il racconto dell'allodiere (The Franklin's Tale), tradotto anche come Il racconto del proprietario terriero, è la dodicesima novella ne I racconti di Canterbury di Geoffrey Chaucer.

## Trama

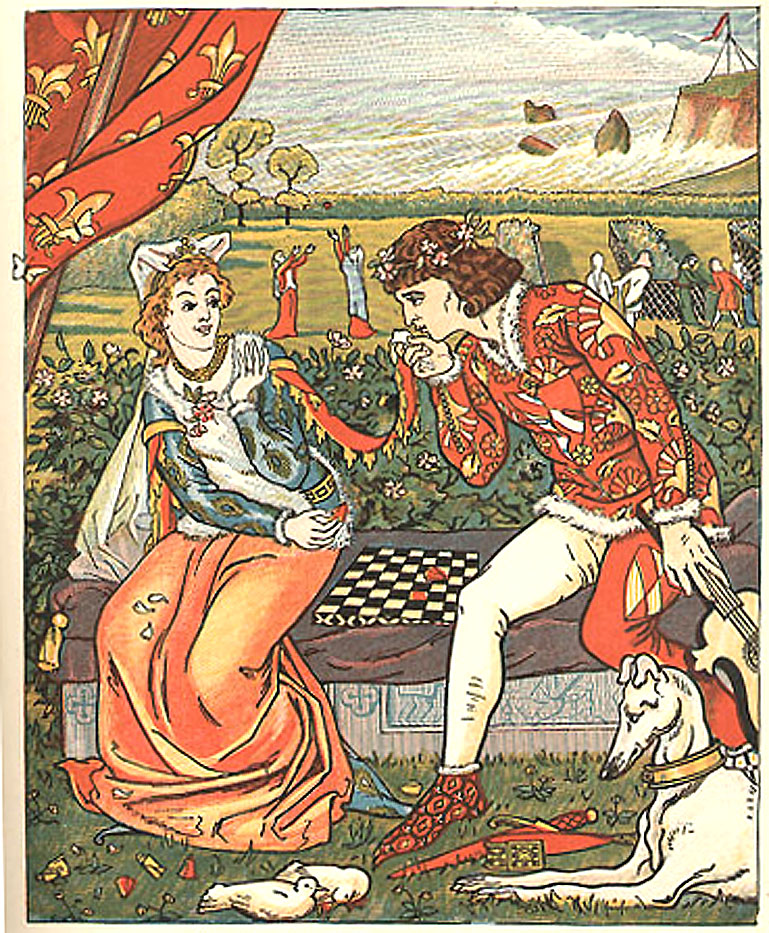
Dorigena e Aurelius in un'illustrazione di Mary Eliza Haweis (1877)

Dorigena e Arverago sono una coppia di amanti che decidono di avere un rapporto paritario all'interno della loro relazione, anche se in pubblico la donna dovrà apparire sottomessa all'amato come da consuetudine. Un giorno il giovane parte per la Bretagna in cerca di fama e lascia Dorigena in Francia vicino alla città costiera di Pedmark. Alla donna il marito manca terribilmente, anche perché è terrorizzata dall'idea che la nave di Arverago possa naufragare sulle costa bretone durante il viaggio di ritorno.
Durante l'assenza del marito, la giovane viene corteggiata contro la sua volontà da un altro uomo, lo scudiere Aurelius. Per liberarsi bonariamente di lui, la donna gli promette frettolosamente che potrà averla se riuscirà a liberarsi dei pericolosi scogli bretoni che tanto la fanno temere per le sorti dell'amato. Aurelius chiede aiuto a un mago che, mosso a compassione, promette di far sparire gli scogli in cambio di un lauto compenso. Congiurando forti maree, il mago fa inabissare gli scogli e Aurelius esige da Dorigena quello che gli ha promesso, anche se Arverago è ormai tornato al sicuro a casa dalla moglie. In preda al panico, Dorigena pensa a tutte le donne che hanno preferito il suicidio al disonore e confessa tutto al marito.
Arverago le dice di mantenere la promessa fatta allo scudiero e Dorigena si reca da Aurelius per soddisfare la sua parte dell'accordo. Ma il giovane è mosso a compassione dalla sofferenza della donna e la scioglie dal vincolo del suo giuramento. Allo stesso modo, il mago è talmente commosso dalla nobiltà d'animo dello scudiero che cancella l'enorme debito che legava Aurelius a lui. Il racconto si conclude con l'allodiere che chiede al suo pubblico quale dei protagonisti si sia comportato in maniere più nobile e generosa.

## Fonti
Per quanto l'allodiere annunci nel prologo del racconto che la sua novella è un lai bretone, Il racconto del proprietario terriero è in realtà basato su due novelle di Boccaccio molto simili tra loro: la prima è narrata nel quarto libro del Filocolo, mentre la seconda è la quinta novella del decimo giorno del Decameron.
In entrambi i racconti un giovane cavaliere è innamorato di una donna sposata a un altro e riesce a persuaderla a concedersi a lui nel caso egli riuscisse a far fiorire un giardino in inverno. Il cavaliere realizza l'impresa impossibile grazie all'aiuto di un mago, ma poi libera l'amata dal vincolo della promessa dopo aver scoperto che il marito della donna l'ha lasciata libera di soddisfare la sua promessa a dispetto dell'onore.